# Idioblasta stenogramma
Idioblasta stenogramma là một loài bướm đêm trong họ Crambidae.